# Scottish Open 1957
Die Scottish Open 1957 waren die 38. Austragung dieser internationalen Meisterschaften von Schottland im Badminton. Sie fanden vom 18. bis zum 19. Januar 1957 in Edinburgh statt.

## Finalresultate
| Disziplin    | Sieger                            | Finalist                        | Ergebnis           |
| ------------ | --------------------------------- | ------------------------------- | ------------------ |
| Herreneinzel | Eddy Choong                       | Oon Chong Teik                  | 15–5, 15–8         |
| Dameneinzel  | Tonny Ahm                         | Tonny Petersen                  | 7–11, 11–2, 11–9   |
| Herrendoppel | Eddy Choong Oon Chong Teik        | Frank Peard Jim FitzGibbon      | 15–0, 15–12        |
| Damendoppel  | Tonny Ahm Tonny Petersen          | Mary O'Sullivan Yvonne Kelly    | 15–10, 4–15, 15–7  |
| Mixed        | Alistair McIntyre Eileen McKenzie | Neil Kemsley Isobel Montgomerie | 15–4, 10–15, 18–16 |